# René Molinier
René Molinier (1899 - 1975) fue un geobotánico, fitosociólogo. Creó un herbario en la Universidad de Provenza, Marsella. Entró en contacto con la vegetación de España en el año 1934, en ocasión de la excursión de la SIGMA, centrándose sobre todo en el estudio de la vegetación catalana y balear

## Obra
- rené Molinier. 1989. Catalogue des plantes vasculaires des Boûches-du-Rhône. Editor Musée d'histoire naturelle, 375 pp.

- ---------------------. 1986. Documents pour l'enseignement de l'écologie. 2ª edición de C.R.D.P. 95 pp. ISBN 2-86614-125-3

- ---------------------. 1985. Floristique provençale: planches extraites de l'ouvrage de René Molinier "Documents pour l'enseignement de l'écologie. Editor Centre régional de doc. pédagogique, 12 pp.

- ---------------------, roger Molinier. 1967. Cours de biologie végétale: (S.P.C.N.) programmes de 1962. Document de travail. Editor Centre régional de doc. pédagogique, 206 pp.

- o. de Bolòs i Capdevila, rené Molinier, pedro montserrat Recoder. 1970. Observations Phytosociologiques dans l'ile de Minorque. Acta Geobotánica Barcinonensia 5. Editor Dpto. de Botánica, Fac. de Ciencias, Univ. Barcelona. 150 pp.

- -----------------------------------, ---------------------. 1958. Recherches phytosociologiques dans l'île de Majorque. N.º 34 de Collectanea Botanica. Vol. 5, Fasc. 3. Ed. Instituto Botánico de Barcelona. 167 pp.

- rené Molinier. 1957. L'Intérêt pédagogique de la carte des groupements végétaux: (1/20.000). Editor Centre national de la recherche sci. Gap, impr. L. Jean, 14 pp.

- ---------------------. 1955. Cours de biologie végétale du S.P.C.N.. 2ª edición de Office Univ. de polycopie, 219 pp.

- ---------------------, josias braun-Blanquet, marie louis Emberger. 1947. Instructions pour l'établissement de la carte des groupements végétaux. Centre national de la recherche scientifique

- josias braun-Blanquet, rené Molinier, h. Wagner. 1940. Prodrome des groupements végétaux. Prodomus der Pflanzengesellschaften. Fasc. 7. Classe cisto-lavanduletea landes siliceuses à cistes et lavandes. Estación internacional de geobotánica mediterránea y alpina, Montpellier

- rené Molinier, p. Müller. 1938. La Dissémination des espèces végétales. Station intern. de géobotanique méditerranéenne et alpine 64. Revue générale de botanique 50. Editor Impr. A. Lesot, 178 pp.

## Honores

### Eponimia
Asteraceae Artemisia molinieri Quézel, Barbero & R.J.Loisel -- Bull. Soc. Bot. France 113: 524, 527 1967 (IK)
- La abreviatura «Molin.» se emplea para indicar a René Molinier como autoridad en la descripción y clasificación científica de los vegetales.[3]